# Jednostki Ochotniczej Straży Pożarnej na terenie powiatu prudnickiego
Na terenie powiatu prudnickiego funkcjonuje 45 jednostek Ochotniczych Straży Pożarnych. Osiem z nich należy do Krajowego Systemu Ratowniczo-Gaśniczego. Obszar chroniony (cały powiat prudnicki oraz sołectwa z gmin Korfantów i Głuchołazy) wynosi ok. 616,4 km², zamieszkuje go 55 tys. osób.
Gmina Biała
- OSP Biała (KSRG)
- OSP Chrzelice (KSRG)
- OSP Gostomia
- OSP Górka Prudnicka (Brzeźnica)
- OSP Grabina – założona w 1927[3]
- OSP Józefów

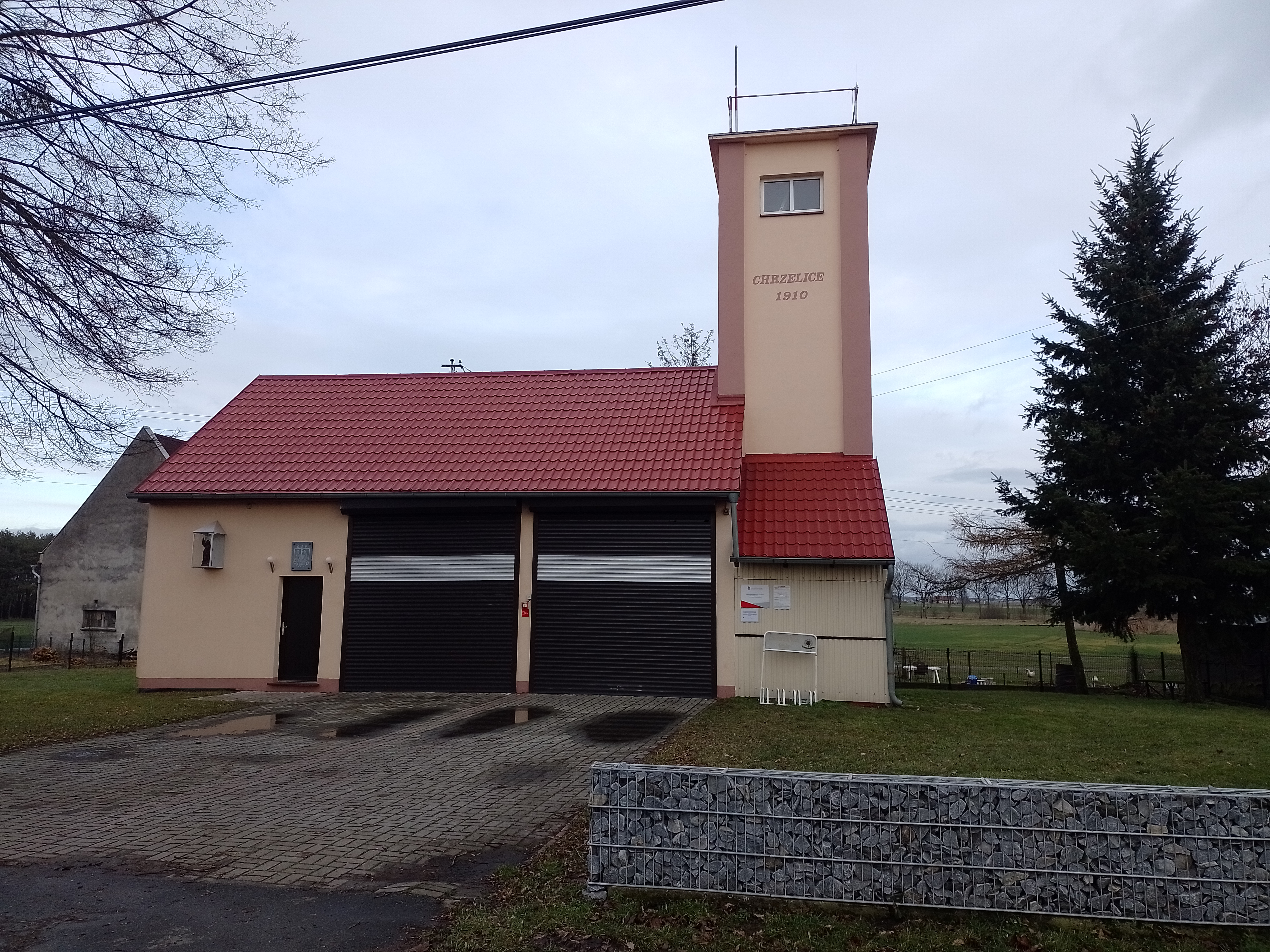
Remiza OSP Chrzelice

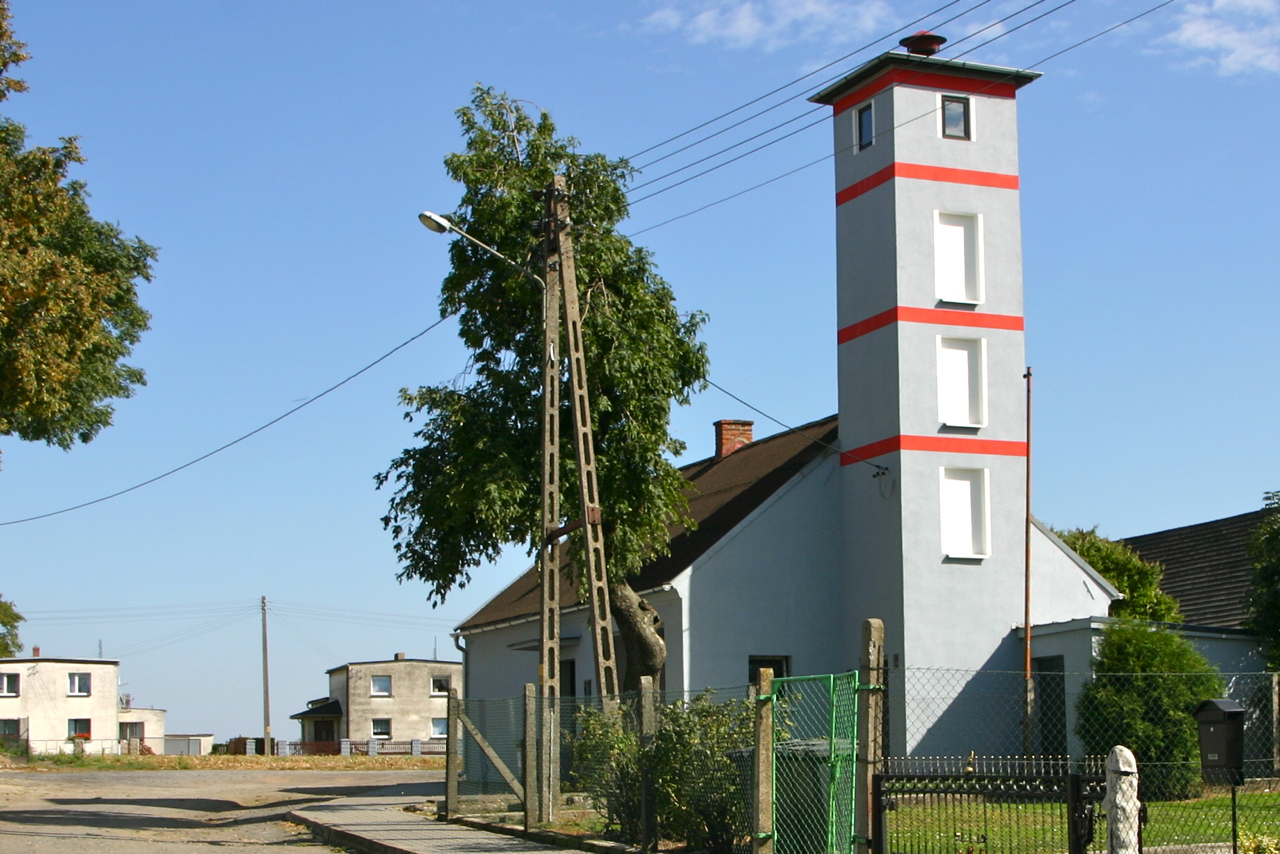
Remiza OSP Gostomia

- OSP Ligota Bialska – założona w 1905[4]
- OSP Łącznik - założona w 1907
- OSP Nowa Wieś Prudnicka
- OSP Ogiernicze
- OSP Olbrachcice – założona w 1907[5]
- OSP Pogórze
- OSP Prężyna – założona w 1909[6]
- OSP Radostynia
- OSP Rostkowice
- OSP Śmicz
- OSP Wilków

Gmina Głogówek
- OSP Biedrzychowice
- OSP Dzierżysławice
- OSP Głogówek (KSRG)
- OSP Kazimierz
- OSP Kierpień
- OSP Mionów – założona w 1926[7]
- OSP Mochów
- OSP Racławice Śląskie (KSRG)
- OSP Rzepcze
- OSP Stare Kotkowice
- OSP Szonów (KSRG)
- OSP Twardawa
- OSP Wierzch – założona w 1910[8]
- OSP Wróblin
- OSP Zwiastowice – założona w 1934[9]

Gmina Lubrza
- OSP Dytmarów (KSRG)
- OSP Lubrza (KSRG)
- OSP Nowy Browiniec
- OSP Prężynka
- OSP Trzebina

Gmina Prudnik
- OSP Czyżowice

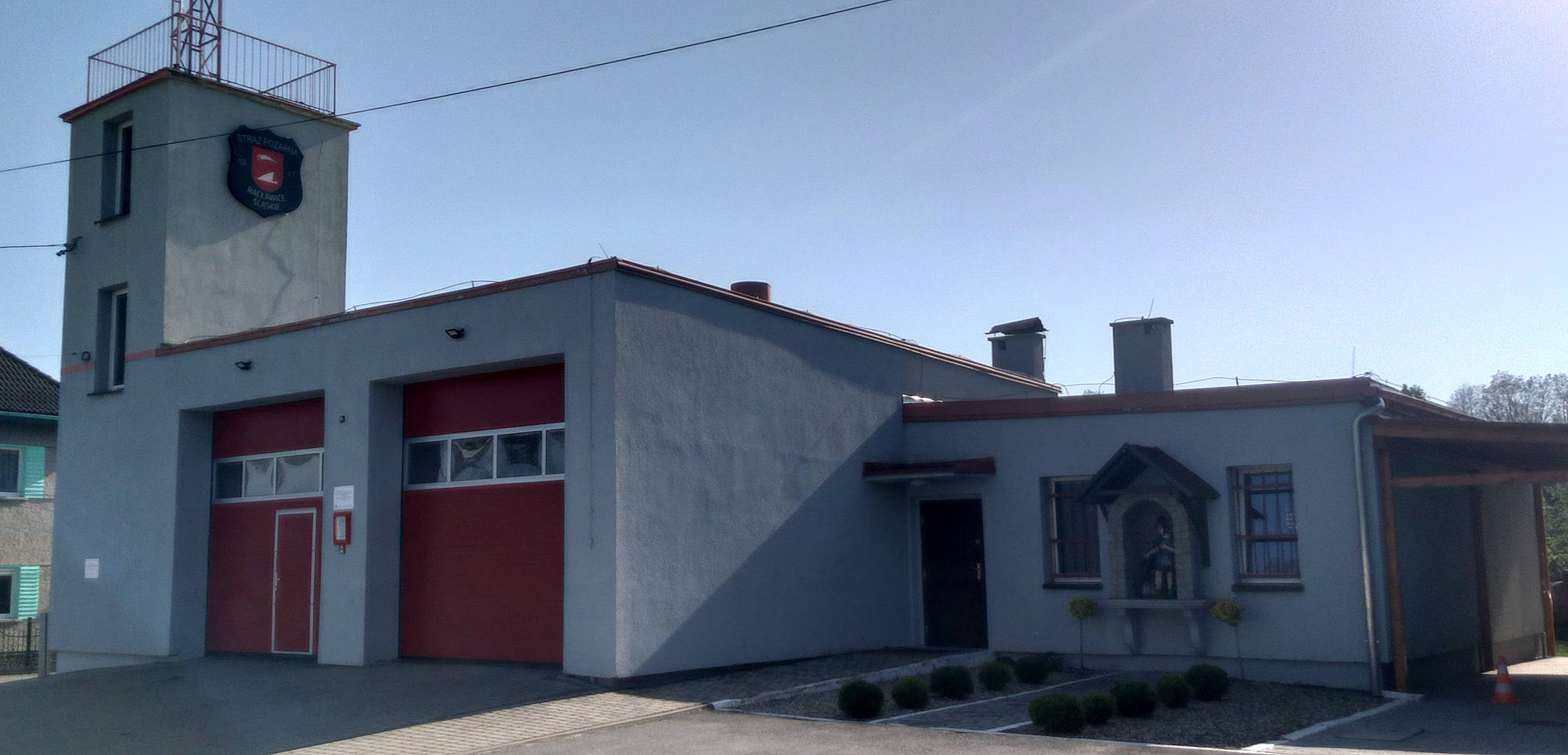
Remiza OSP Racławice Śląskie

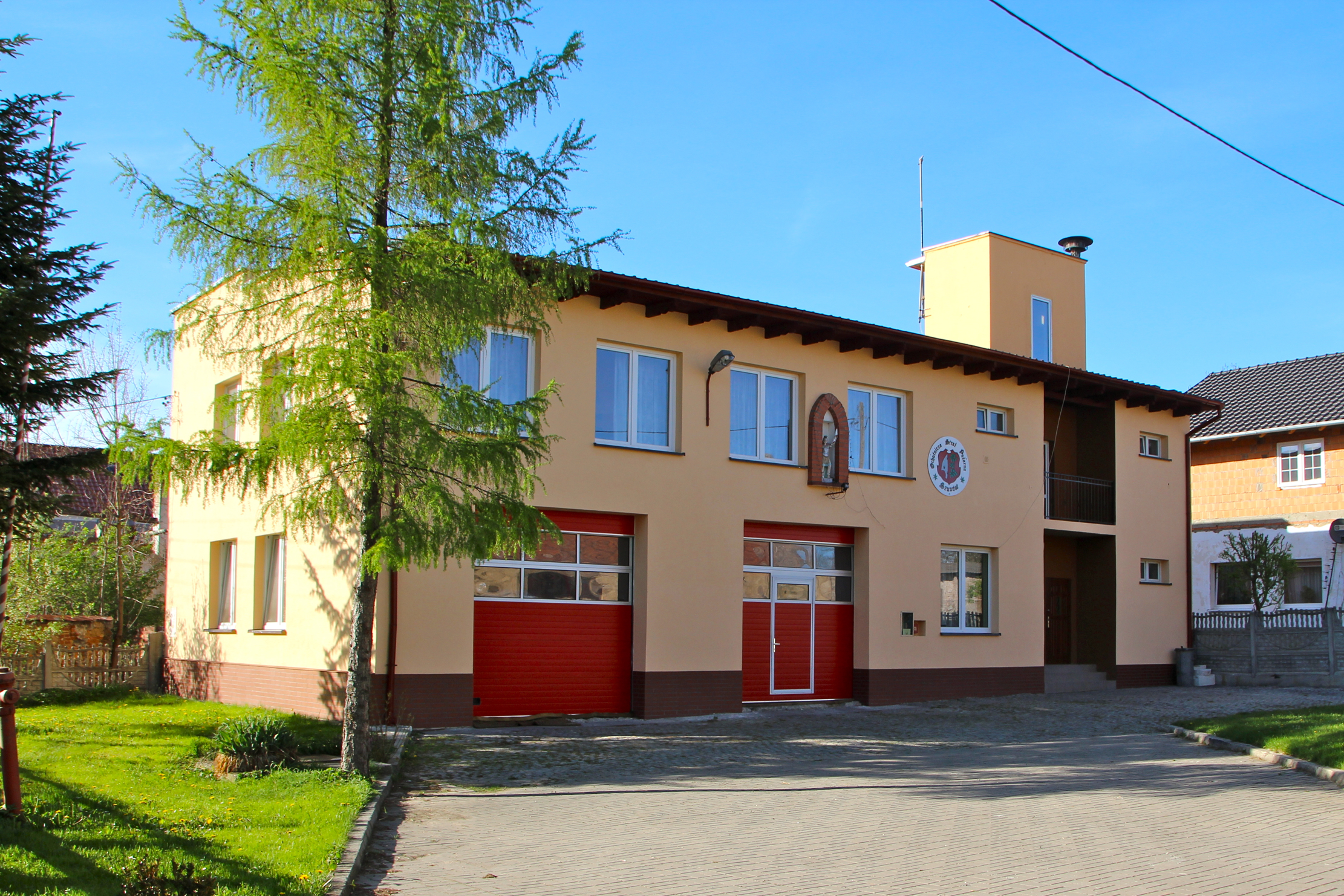
Remiza OSP Szonów

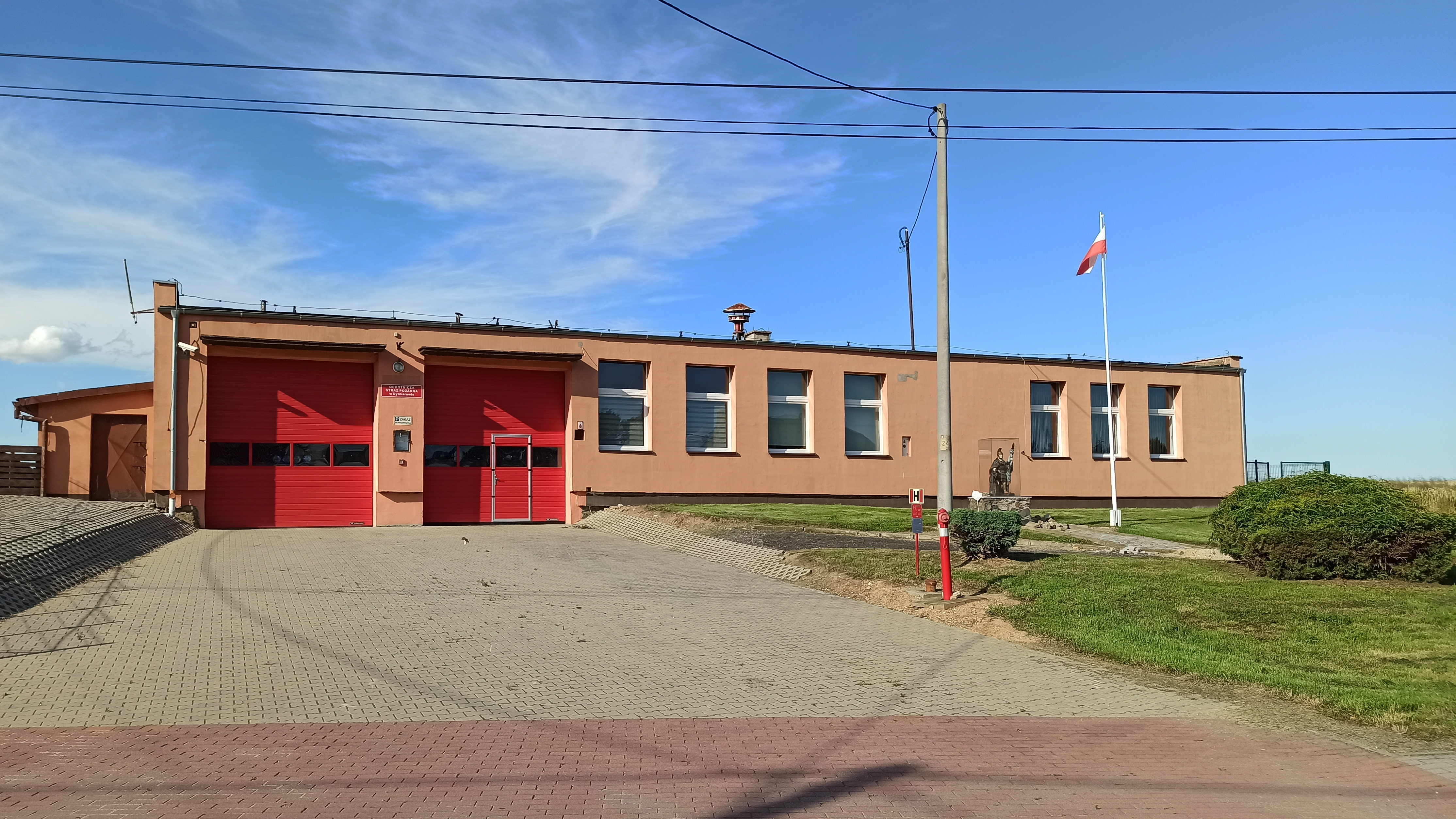
Remiza OSP Dytmarów

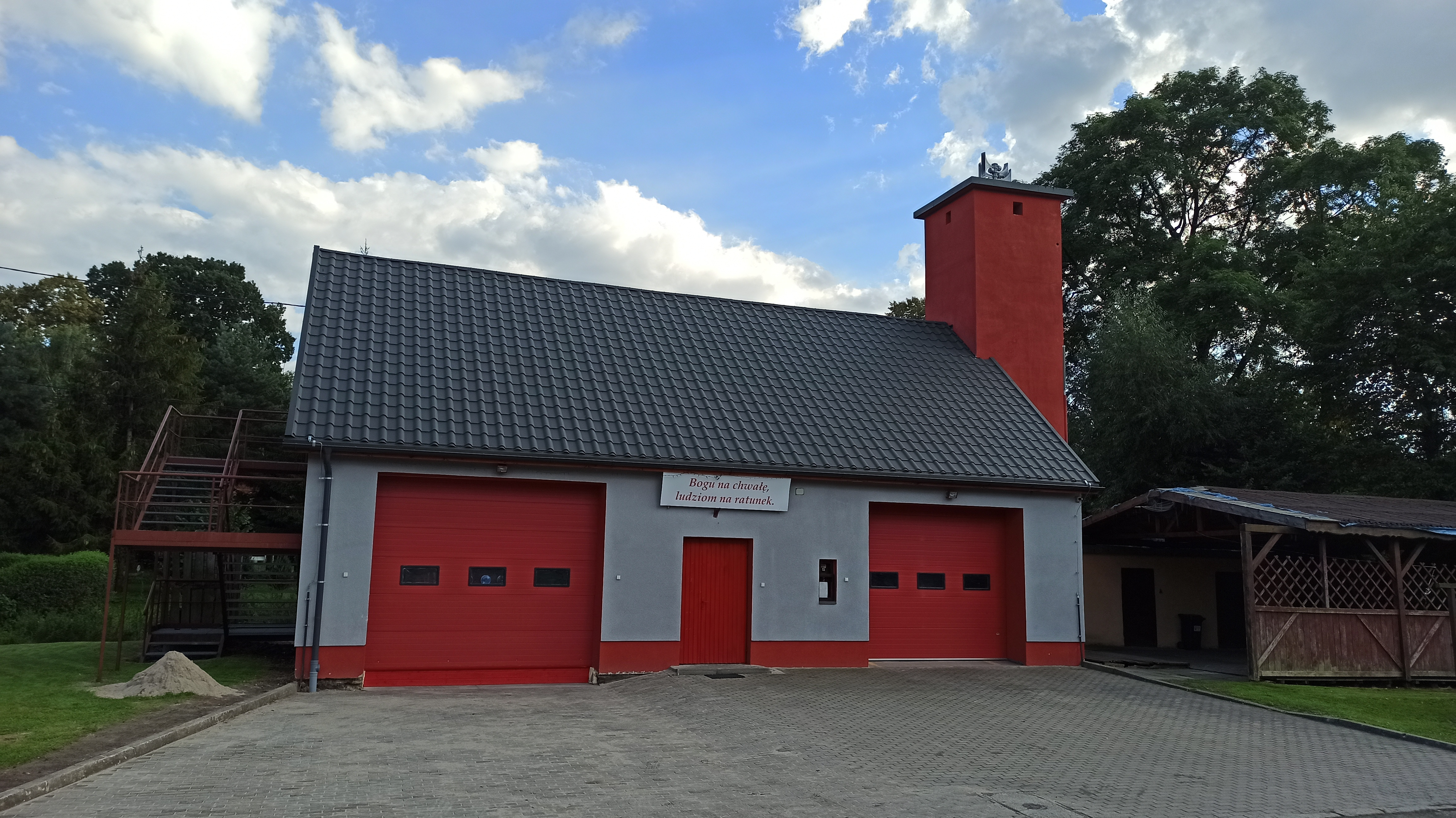
Remiza OSP Szybowice

- OSP Łąka Prudnicka – założona w 2010[10]
- OSP Mieszkowice
- OSP Moszczanka
- OSP Piorunkowice – założona w 1947[11]
- OSP Rudziczka
- OSP Szybowice (KSRG) – założona w 1948[12]
- OSP Wierzbiec